# Polska Formuła 3 Sezon 2006
Polska Formuła 3 Sezon 2006 – siedemnasty sezon Polskiej Formuły 3, rozgrywany w ramach WSMP. W ramach cyklu rozgrywano łączone zawody Formuły 3 i klasy E2000.

## Zwycięzcy
| Runda | Data            | Tor    | Pole position     | Najszybsze okrążenie | Zwycięzca (kierowcy) | Zwycięzca (zespoły)    |
| ----- | --------------- | ------ | ----------------- | -------------------- | -------------------- | ---------------------- |
| 1     | 29 kwietnia     | Most   | ?                 | ?                    | Michał Gil           | Automobilklub Kielecki |
| 2     | 30 kwietnia     | Most   | ?                 | ?                    | Michał Gil           | Automobilklub Kielecki |
| 3     | 1 lipca         | Kielce | ?                 | Michał Gil           | Michał Gil           | Automobilklub Kielecki |
| 4     | 28 lipca        | Poznań | ?                 | ?                    | Michał Gil           | Automobilklub Kielecki |
| 5     | 29 lipca        | Poznań | ?                 | ?                    | Michał Gil           | Automobilklub Kielecki |
| 6     | 13 sierpnia     | Poznań | Michał Gil        | Michał Gil           | Michał Gil           | Automobilklub Kielecki |
| 7     | 26 sierpnia     | Kielce | Michał Gil        | Michał Gil           | Michał Gil           | Automobilklub Kielecki |
| 8     | 14 października | Poznań | Maurycy Kochański | Maurycy Kochański    | Michał Gil           | Automobilklub Kielecki |

## Klasyfikacja kierowców
| Legenda oznaczeń w tabelach wyników Wyświetl szablon na nowej stronie | Legenda oznaczeń w tabelach wyników Wyświetl szablon na nowej stronie                                                                     |
| Oznaczenie                                                            | Wyjaśnienie |
| --------------------------------------------------------------------- | --- |
| Złoty                                                                 | Zwycięzca lub mistrzostwo |
| Srebrny                                                               | 2. miejsce lub wicemistrzostwo |
| Brązowy                                                               | 3. miejsce lub II wicemistrzostwo |
| Zielony                                                               | Ukończył, punktował (w klasyfikacji generalnej, gdy zdobył co najmniej jeden punkt na przestrzeni sezonu, poza trzema powyższymi opcjami) |
| Niebieski                                                             | Ukończył, nie punktował (w klasyfikacji generalnej, gdy nie zdobył co najmniej jednego punktu na przestrzeni sezonu)                      |
| Czerwony                                                              | Nie zakwalifikował się (NZ) |
| Czerwony                                                              | Nie prekwalifikował się (NPK) |
| Różowy                                                                | Nie ukończył (NU) |
| Różowy                                                                | Niesklasyfikowany (NS) (w klasyfikacji generalnej, gdy nie został sklasyfikowany w żadnym wyścigu sezonu)                                 |
| Czarny                                                                | Zdyskwalifikowany (DK) |
| Czarny                                                                | Wykluczony (WYK/EX) |
| Biały                                                                 | Nie wystartował (NW) |
| Biały                                                                 | Kontuzjowany (K/INJ) |
| Biały                                                                 | Wyścig odwołany (OD/C) |
| Bez koloru                                                            | Został wycofany (WYC/WD) |
| Bez koloru                                                            | Nie przybył (NP/DNA) |
| Bez koloru                                                            | Nie brał udziału w treningach (NT/DNP) |
| Bez koloru                                                            | Nie został zgłoszony (–) |
| Pogrubienie                                                           | Start z pole position |
| Kursywa                                                               | Najszybsze okrążenie wyścigu |
| †                                                                     | Nie ukończył, ale jego rezultat został zaliczony ze względu na przejechanie więcej niż 90% dystansu wyścigu.                              |
| *                                                                     | Sezon w trakcie |
| 1/2/3                                                                 | Punktowana pozycja w sprincie kwalifikacyjnym                                                                                             |
| Lista systemów punktacji Formuły 1                                    | |

| Poz. | Kierowca           | Zespół                    | MOS | MOS | KIE | POZ | POZ | POZ | KIE | POZ | Punkty |
| ---- | ------------------ | ------------------------- | --- | --- | --- | --- | --- | --- | --- | --- | ------ |
| 1    | Michał Gil         | Automobilklub Kielecki    | 1   | 1   | 1   | 1   | 1   | 1   | 1   | 1   | 56     |
| 2    | Maurycy Kochański  | Automobilklub Rzemieślnik | 2   | 2   | -   | -   | 2   | 2   | 2   | 2   | 42     |
| 3    | Tomasz Dąbrowski   | Automobilklub Rzemieślnik | -   | -   | 2   | 3   | 3   | 5   | 3   | 7   | 29     |
| 4    | Cezary Szlawski    | Automobilklub Kielecki    | 4   | 6   | 3   | 4   | 4   | NW  | 7   | 4   | 24     |
| 5    | Wojciech Jankowski | Automobilklub Rzemieślnik | 6   | 5   | NU  | 2   | 5   | NW  | 6   | 5   | 19     |
| 6    | Bartosz Gradowski  | Automobilklub Kielecki    | 5   | 4   | 4   | NW  | NU  | 6   | 4   | 6   | 19     |
| 7    | Cezary Ruszkowski  | Automobilklub Rzemieślnik | 3   | 3   | -   | -   | -   | 3   | NW  | NW  | 14     |
| 8    | Artur Skwarzyński  | Automobilklub Rzemieślnik | -   | -   | -   | NW  | NW  | 4   | -   | 3   | 11     |
| 9    | Hieronim Kochański | Automobilklub Rzemieślnik | -   | -   | NU  | NW  | NW  | NW  | 5   | 8   | 5      |